# Coombe Junction
 Coombe Junction – przystanek czołowy (związany ze zmianą kierunku jazdy) na linii kolejowej Looe Valley Line. W roku statystycznym 2021/2022 skorzystało z niego ok. 112 pasażerów.